# 伊藤敦基
伊藤 敦基 （いとう あつき 1968年1月16日 - ）は、CBCテレビ（中部日本放送）のスポーツ部員で、元アナウンサー。

## 来歴・人物
埼玉県北本市の出身で、血液型はO型。山羊座。趣味はスキー、ゴルフ、読書、ボウリング。
埼玉県立蕨高等学校から早稲田大学法学部へ進学。早稲田大学での同期生には、NHKアナウンサーの阿部渉と元フジテレビアナウンサーの長坂哲夫が伊藤と同じ法学部、毎日放送（MBS）報道局局員の千葉猛（元アナウンサー）が教育学部、文化放送アナウンサーの斉藤一美が商学部、スポーツジャーナリストの生島淳（TBS出身のフリーアナウンサー・生島ヒロシの実弟）が社会科学部にいた。また、千葉が現在も勤務している毎日放送元社長の柳瀬璋とも同じ大学法学部の先輩と誕生日（1月16日）が一緒にあたる。
大学卒業後の1990年に中部日本放送（当時）へ入社すると、プロ野球中継の実況を中心に、スポーツアナウンサーとして活躍。テレビ（CBCテレビ）の看板番組の一つである『サンデードラゴンズ』（中日ドラゴンズの情報・応援番組）では、1997年4月から2001年9月まで司会を務めた。中日がセントラル・リーグでの優勝を決めた1994年 と2006年 には、優勝を決めた試合の深夜の祝勝会でリポーターを務めた。中日と北海道日本ハムファイターズが対戦した2007年の日本シリーズでは、中日の首脳陣が完全試合目前の継投策を講じたことで知られるナゴヤドームでの第5戦（11月1日）において、CBCの制作によるTBS系列向けテレビ中継で実況を担当。TBS系列の全国ネット番組では、TBS制作の『おはようクジラ』で放送されていた「プロ野球応援バトル」に、中日担当のアナウンサーとして出演していた。1994年12月4日のWBC世界バンタム級王座統一戦では薬師寺保栄サイドのリポーターを務めた。
その一方で、ラジオ（CBCラジオ）でも数々の番組でパーソナリティを担当。2011年4月から2年間は、平日の夕方に生ワイド番組『夕刊アツキー!』のメインパーソナリティを務めていた関係で、放送上の名義を「伊藤あつき」に変えていた（CBCテレビでプロ野球中継やニュースを担当する場合を除く）。また、スポーツアナウンサーとしての活動を週末に限定。それまで担当することの多かったTBS系列全国ネット向けのドラゴンズ戦中継での実況も、同僚の高田寛之に譲っている。
その一方で、『夕刊アツキー!』の放送開始半月前（2011年3月11日）に東日本大震災が発災したことを受けて、防災・災害関連の取材を積極的に担当。3月11日前後にCBCラジオの番組（『夕刊アツキー!』など）で被災地の現状などを報告したほか、防災士の資格を取得した。
『夕刊アツキー!』が終了した2013年4月以降は、主な活動の場を再びスポーツ実況に移していた。しかし、2018年7月にスポーツ部へ異動。2018年7月1日にCBCテレビからTBS系列向けに放送された中日対読売ジャイアンツ（巨人）デーゲーム中継（ナゴヤドーム）でのベンチリポートとヒーローインタビューが、アナウンサーとしての最後の仕事になった。ただし、スポーツ関連の取材活動については、スポーツ部への異動後も継続する。
防災・災害関連の取材はスポーツ部に異動後も行っており、毎年3月には宮城県名取市閖上地区などの被災地の現状をCBCラジオの番組等を報告している。

## アナウンサー時代の出演番組

### ラジオ
- GOGO競馬サンデー!（CBCラジオ制作分）- 前身の『サンデー競馬中継 みんなの競馬』時代から実況を担当
- CBCドラゴンズナイター - 実況や中日側のベンチリポーターを担当。初めて実況を担当した1993年9月3日の対ヤクルト戦（ナゴヤ球場）では、当時のセントラル・リーグ公式戦の規定で、延長15回までもつれ込んだものの引き分けで終わった[1]。
- ツー快!お昼ドキッ（水曜日、2003年10月 - 2006年3月）
- 小堀勝啓の心にブギウギ!（先輩アナウンサーでもあった小堀勝啓が休演する場合にパーソナリティ代理を担当）
- メディアキング電波ファイター（月曜日、1994年4月 - 1996年9月）
- サウンド・アスリート（水曜日）
- ごごイチ（パーソナリティ代理を随時担当）
- 夕刊アツキー!（メインパーソナリティ）

### テレビ
- 侍プロ野球 - 中日戦中継で実況や中日側のベンチリポーターを担当。
  - J SPORTS STADIUM（J SPORTS　中日主催試合がCBC製作である時のCS放送用の中継に出演）
- 野球以外のスポーツ中継（SOUL FIGHTINGなど）
- おはようクジラ（1996年6月3日 - 1999年3月26日、「プロ野球応援バトル」の中日担当アナウンサー）
- サンデードラゴンズ（1997年4月 - 2001年9月、司会）